# Zuccarello
Zuccarello é uma comuna italiana da região da Ligúria, província de Savona, com cerca de 289 habitantes. Estende-se por uma área de 10 km², tendo uma densidade populacional de 29 hab/km². Faz fronteira com Arnasco, Balestrino, Castelbianco, Castelvecchio di Rocca Barbena, Cisano sul Neva, Erli.

## Demografia
| Variação demográfica do município entre 1861 e 2011                               |
|                                                                                   |
| Fonte: Istituto Nazionale di Statistica (ISTAT) - Elaboração gráfica da Wikipedia |